# Sonic Riders
Sonic Riders (jap.: ソニックライダーズ, Hepburn: Sonikku Raidāzu) ist ein Rennspiel-Videospiel, das von Sonic Team sowie Now Productions entwickelt und von Sega im Februar 2006 erstmals für Nintendo GameCube, PlayStation 2 und Xbox sowie im November 2006 für den PC veröffentlicht wurde.
In diesem Rennspiel treten die Charaktere auf Hoverboards, genannt Extreme Gear, in Rennen gegeneinander an. Mit diesem Spiel wurde die Serie um die Charaktere Jet the Hawk, Wave the Swallow und Storm the Albatross erweitert. Es war die letzte Sonic-Veröffentlichung unter Yūji Naka und das letzte Sonic-Spiel für GameCube und Xbox.
Die direkten Nachfolger sind Sonic Riders: Zero Gravity (2008) und Sonic Free Riders (2010).

## Handlung
Sonic, Tails und Knuckles folgen dem Signal eines Chaos Emeralds und treffen dabei auf ein Trio auf Hoverboards, die einen Chaos Emerald zu besitzen scheinen. Knuckles schafft es, einen der drei von seinem Hoverboard zu schlagen. Um die anderen einzuholen, schnappt sich Sonic dessen Hoverboard und holt den Anführer des Trios ein, kann aber mit dem Fahrgeschick des Anführers nicht mithalten und wird abgehängt.
Kurz darauf erscheint Dr. Eggman auf den Monitoren der Stadt. Er möchte einen Rennwettbewerb auf den Hoverboards, bekannt unter dem Namen Extreme Gear, veranstalten. Für die Teilnahme an sogenannten EX World Grand Prix benötige es einen Chaos Emerald als Teilnahmegebühr und der Sieger erhält als Preis alle gesetzten Chaos Emeralds. Zudem wird bekannt, dass auch das bereits kennengelernte Trio mit Erfahrung auf dem Extreme Gear, bestehend aus Jet the Hawk, Wave the Swallow und Storm the Albatross, für Dr. Eggman am EX World Grand Prix teilnimmt.
Tails findet heraus, dass es sich bei dem Trio um die Nachkommen der Babylon Rogues handele, deren Vorfahren einen sagenhaften Schatz besessen haben sollen. Dr. Eggman hat sich die Dienste von Jet, Wave und Storm unter dem Vorwand gesichert, diesen Schatz zu finden, wozu alle sieben Chaos Emeralds nötig seien. Doch die drei finden durch Dr. Eggmans Tagebuch heraus, dass es sich bei dem Schatz nicht etwa um Edelsteine von hohen Wert handelt, sondern um eine weit fortgeschrittene technologische Errungenschaft, mit der sich Dr. Eggman die Weltherrschaft erhofft.
Auf der Zielgerade des EX World Grand Prix führt Sonic vor Jet, bis Sonics Extreme Gear vor der Ziellinie durch einen zuvor von Wave an Sonics Extreme Gear platzierten Fernsprengsatz explodiert und so Jet als Erstplatzierter die Ziellinie überquert. Im Besitz aller sieben Chaos Emeralds und des würfelförmigen Schlüssels lässt der selbst überraschte Jet die Heimat seiner Ahnen, Babylon Garden, auf den Sanddünen der Wüste in den Himmel wiederauferstehen. Doch dann entreißt Dr. Eggman den Schlüssel von Jet und fliegt alleine nach Babylon Garden, mitsamt Amy Rose, die sich an sein Egg Mobile festhält.
Mit dem Flugzeug Tornado und dem Luftschiff der Babylon Rogues treffen auch Sonic, Tails, Knuckles, Jet, Wave und Storm auf Babylon Garden ein, doch Dr. Eggman hält Amy als Geisel gefangen. Sonic besiegt Dr. Eggman, befreit Amy und gibt Jet den Schlüssel zurück, womit sie das Innere des Zentrums öffnen. Nach einem Wettrennen gegen einen Geist der Ahnen erreichen die Helden den sagenumwobenen Schatz, doch Dr. Eggman ist erneut zurück und fordert diesen. Überraschenderweise wirft Jet ihm den Schatz freiwillig zu: Ein alter, fliegender Teppich, aus dessen Material auch die modernen Extreme Gear bestehen und deren Ursprung darstellt. Anschließend verabschieden sich alle Charaktere. Jet gesteht ein, dass Sonic derzeit der Schnellste ist, doch er soll für eine Revanche bereit sein.

## Gameplay
In den Rennen treten acht von insgesamt 17 wählbaren Fahrern, die durch Computerspieler ergänzt werden, in regulär drei Runden je Strecke gegeneinander an. Der Erstplatzierte gewinnt die Rennen bzw. im Grand-Prix-Modus werden je nach Platzierung Punkte verteilt, die nach allen fünf Strecken eines Grand Prix den Gesamtsieger ermittelt. Neben dem Storymodus kann der Grand-Prix-Modus alleine oder als Mehrspielermodus bestritten werden.
Die Rennen werden auf den Hoverboards namens Extreme Gear bestritten, die über dem Boden schweben. Dafür muss während des Rennens auch Air auf den Strecken im Air Tank gesammelt werden, womit wiederum Air Tricks ausgeführt werden können, welche zusätzlich beschleunigen. Diese werden direkt mit den Rängen X, SS, S, AA, A, B oder C bewertet und entsprechend Punkte verteilt. Wird der Air Tank komplett geleert, bewegt man sich nur noch sehr langsam fort, was vermieden werden sollte. Es können bis zu 54 Extreme Gear freigespielt werden, die jeweils nur die entsprechenden Charaktere nutzen können. Die auf den Strecken verteilten Ringe sorgen für höhere Geschwindigkeit. Auf den Strecken sind auch Itemboxen verteilt, die bei Berührung zufällig eines von sieben Items zur Verfügung stellen, die per Knopfdruck verwendet werden können: Zusätzliches Air, zehn Ringe, eine Bombe, vorübergehende erhöhte Geschwindigkeit, vorübergehende verringerte Geschwindigkeit, vorübergehende Unverwundbarkeit oder ein elektrischer Magnetschild.

## Charaktere
Zu Beginn des Spiels stehen nur die sechs Fahrer zur Verfügung, die auch im Storymodus spielbar sind: Sonic, Tails, Knuckles, Jet, Wave und Swallow. Es können bis zu 11 weitere Charaktere, darunter drei aus anderen Sega-Videospielen (AiAi aus Super Monkey Ball, NiGHTS aus Nights into Dreams … und Ulala aus Space Channel 5), für den Grand-Prix-Modus freigespielt werden. Charaktere, dessen Ursprung als Sonic Riders angegeben wird, wurden erstmals für dieses Spiel entworfen. Jeder Charakter gehört einer der Klassen Speed, Flight oder Power an und hat individuelle Werte und Attribute.
| Charakter            | Ursprung             | Main Extreme Gear | Klasse |
| -------------------- | -------------------- | ----------------- | ------ |
| Sonic the Hedgehog   | Sonic the Hedgehog   | Blue Star         | Speed  |
| Miles Tails Prower   | Sonic the Hedgehog   | Yellow Tail       | Flight |
| Knuckles the Echidna | Sonic the Hedgehog   | Red Rock          | Power  |
| Jet the Hawk         | Sonic Riders         | Type-J            | Speed  |
| Wave the Swallow     | Sonic Riders         | Type-W            | Flight |
| Storm the Albatross  | Sonic Riders         | Type-S            | Power  |
| Amy Rose             | Sonic the Hedgehog   | Pink Rose         | Speed  |
| Dr. Eggman           | Sonic the Hedgehog   | Omnipotence       | Power  |
| Shadow the Hedgehog  | Sonic the Hedgehog   | Berserker         | Speed  |
| Rouge the Bat        | Sonic the Hedgehog   | Temptation        | Flight |
| Cream the Rabbit     | Sonic the Hedgehog   | Smile             | Flight |
| Super Sonic          | Sonic the Hedgehog   | Blue Star II      | Speed  |
| E-10000G             | Sonic Riders         | E-gearG           | Power  |
| E-10000R             | Sonic Riders         | E-gearR           | Speed  |
| AiAi                 | Super Monkey Ball    | BANANA            | Power  |
| NiGHTS               | Nights into Dreams … | Night Sky         | Flight |
| Ulala                | Space Channel 5      | Channel5          | Speed  |

## Synchronisation
Serientypisch zu dieser Zeit wurde das Spiel auf Englisch und auf Japanisch synchronisiert. Dabei wurden bestehende Synchronsprecher erneut verpflichtet. Im englischsprachigen Bereich kam es für das neue Trio um Jet, Wave und Storm zu Mehrfachbesetzungen. So spricht Sonics Stimme Jason Anthony Griffith neben Sonic und Shadow nun auch den neuen Charakter Jet, während Dan Green neben Knuckles auch Storm synchronisiert. Bella Hudson, die zuvor in anderen Spielen bereits Blaze the Cat ihre Stimme lieh, spricht hier nun Wave. Während des Gameplay werden dabei sogar Sprachsamples benutzt, die Bella Hudson in der Vergangenheit ursprünglich für Blaze einsprach. Auch bei Dr. Eggman mischen sich während des Gameplays frühere Aufnahmen des aktuellen Sprechers Mike Pollock mit dem früheren, 2005 verstorbenen Sprecher Deem Bristow.
| Synchronsprecher in Sonic Riders | Synchronsprecher in Sonic Riders | Synchronsprecher in Sonic Riders |
| Figur im Spiel                   | Englischer Synchronsprecher      | Japanischer Synchronsprecher     |
| -------------------------------- | -------------------------------- | -------------------------------- |
| Sonic the Hedgehog               | Jason Anthony Griffith           | Jun'ichi Kanemaru                |
| Jet the Hawk                     | Jason Anthony Griffith           | Daisuke Kishio                   |
| Shadow the Hedgehog              | Jason Anthony Griffith           | Kôji Yusa                        |
| Miles Tails Prower               | Amy Palant                       | Ryō Hirohashi                    |
| Knuckles the Echidna             | Dan Green                        | Nobutoshi Canna                  |
| Storm the Albatross              | Dan Green                        | Kenji Nomura                     |
| Wave the Swallow                 | Erica Schroeder                  | Chie Nakamura                    |
| Dr. Eggman                       | Mike Pollock                     | Chikao Ōtsuka                    |
| Amy Rose                         | Lisa Ortiz                       | Taeko Kawata                     |
| Rouge the Bat                    | Kathleen Delaney                 | Rumi Ochiai                      |
| Cream the Rabbit                 | Rebecca Honig                    | Sayaka Aoki                      |
| E-10000G/R                       | Maddie Blaustein                 | Daisuke Kishio                   |
| Babylon Guardian                 | Maddie Blaustein                 | Kenji Nomura                     |
| Omochao                          | Liza Jacqueline                  | Etsuko Kozakura                  |
| AiAi                             | Kaoru Morota                     | Kaoru Morota                     |
| Ulala                            | Apollo Smile                     | Apollo Smile                     |

## Rezeption
Sonic Riders wurde größtenteils durchschnittlich bewertet. Die generelle Idee und Atmosphäre wurden gelobt, kritisiert wurde jedoch die Steuerung, die altbackene Grafik und schlechtes Balancing der Rennen. Allgemein wurde die PlayStation-2-Version technisch schwächer wahrgenommen.

„Was ist mit dem Sonic Team los? Die unausgewogene Spielbalance sorgt für Frust – auch wenn Ihr alle Abkürzungen gekonnt mitnehmt, landet Ihr im Mittelfeld. Spielt ein geübter Spieler hingegen mit einem Einsteiger die Weltmeisterschaft, erreicht der erfahrene Surfer selbst mit zahlreichen Fahrfehlern locker den ersten Platz. Die drei Gleiter-Typen können zwar etliche Weggabelungen nutzen, doch ärgerlicherweise katapultieren Euch einige so genannte Abkürzungen auf hintere Positionen. Zudem nervt eine übersensible (Slide-)Steuerung und dem Air-Meter geht viel zu schnell die Luft aus – Arcade-Rennfeeling fällt somit flach. Nur die mir ans Herz gewachsenen Sonic-Charaktere und chillige Air-Stream-Einlagen retten den Titel vor der Bedeutungslosigkeit. Wirres Leveldesign, ungenaue Steuerung und schlechte Spielbalance vermiesen Sonics Raserei.“

Bis zum Juli 2006 wurde das Spiel laut Sega 930.000-mal verkauft.